# Dromedar
Dromedar (Camelus dromedarius) eller enpucklig kamel är en art som hör till familjen kameldjur (Camelidae) och släktet kameler tillsammans med baktrisk kamel. Dromedaren har en större utbredning i Afrika och Asien som last- och riddjur. Den har även introducerats i Australien. Vilda former av arten har däremot dött ut. Namnet kommer av det grekiska ordet δρομάς (dromás) som betyder springande.

## Utseende
De två arter kameler som finns har sitt ursprung i Asien. Dromedaren är lätt att skilja från den baktriska kamelen eftersom den bara har en puckel. Vuxna dromedarers kroppslängd varierar mellan 2,3 och 3,4 meter, mankhöjden mellan 1,8 och 2,0 meter och vikten mellan 400 och 600 kilogram. Vid puckelns topp är dromedaren allmänt 20 cm högre än vid axlarna. Hannar är vanligen 10 procent högre och tyngre än honor. Svansen har en längd av cirka 50 centimeter, vilket kan sägas vara jämförelsevis kort. Pälsen är oftast sandfärgad men förekommer även i andra färger, från vitaktig till extremt mörkbrun. Djurets hjässa, nacke, hals och rygg är täckta av långa pälshår.
Dromedaren har en lång hals och ett långsträckt huvud. Överläppen är kluven och de springformiga näshålorna går att sluta. Dromedaren har uttalat långa ögonfransar. Djuret har större broskansamlingar på bröstbenet, armbågslederna, handlovarna och knäna. Fötterna har, som hos alla kameldjur, två tår. Djurets mage är som hos andra arter av kameldjur delad i flera kamrar.

## Utbredning
Arten lever i hela Nordafrika, dit den infördes av perserna på 500-talet f.Kr. under erövringen av Egypten. Utbredningsområdet sträcker sig från ungefär en grad söder om ekvatorn över Arabiska halvön och Sydvästasien till västra Indien. I norr sträcker sig utbredningen till Turkestan. Där och i Anatolien finns både dromedaren  och kamelen.
Mindre populationer har introducerats på Balkan, i Sydvästafrika och på Kanarieöarna. Mellan 1840 och 1907 flyttades många dromedarer till Australien som bruksdjur. Ett flertal individer blev frisläppta eller rymde från sina ägare. Deras avkomlingar lever idag i Australiens centrala regioner. Populationen består numera av cirka 1 miljon djur och är den största och enda populationen av vilt levande dromedarer. Arten orsakar stor skadegörelse under sitt letandet efter vatten och förorenar ursprungsbefolkningens vattenreservoarer. En population introducerades i sydvästra USA under 1850-talet, men fanns inte kvar längre än till 1930-talet.

## Levnadssätt
Dromedaren är främst aktiv på dagen. Vilda individer lever oftast i flockar som bildas av en hanne, flera honor och deras ungar. Unga hannar bildar ibland ungkarlsgrupper med lös sammanhållning och upplöses ofta efter kort tid. Då och då förekommer strider mellan hannarna om en bättre plats i hierarkin. Under striden biter individerna varandra och utdelar sparkar.
Ofta räcker det när den kraftigare hannen gör hotfulla rörelser med halsen. Den kan även inta en position så att den ser större ut än vanligt. Hannarna utstöter dessutom lågfrekventa läten under striden, skrapar tänderna mot varandra och avsöndrar mycket saliv. Vid axlarna finns doftkörtlar som aktiveras när de gnuggas mot föremål.
Liksom andra kameldjur äter dromedaren uteslutande växter. Angående vegetabiliska ämnen är den opportun och livnär sig till och med av växter med taggar eller med hög salthalt. Födan tuggas först innan den hamnar i förmagen. Dromedaren tuggar om före den egentliga marsmältningen, som påminner om matsmältningen hos idisslare (Ruminantia) men släktskapet är avlägset. Det antas att likheterna uppkommit genom konvergent evolution. En tydlig skillnad mot idisslarna är att dromedarens förmage har körtlar. Dromedaren kan klara sig utan vatten i 1-2 veckor och kan dricka uppåt etthundra liter när den är uttorkad. Arten kan vid god tillgång på föda spara fett i sin puckel och på så sätt lagra energi till perioder med sämre födotillgång.
Parningen är ofta kopplad till regnperioden. Dräktigheten varar i 360 till 440 dagar varefter ofta en enda unge föds, sällan tvillingar. Nyfödda dromedarer är väl utvecklade och kan vanligen gå efter första dygnet. Honan sköter ungen i ett till två år, digivning sker under ett till ett och ett halvt år. Två år efter födelsen kan honan para sig på nytt.
Könsmognaden infaller för honor efter tre år och för hannar efter fyra till sex år. Livslängden för en dromedar är ungefär 25 år, men enstaka individer kan bli upp till 50 år gamla.

## Dromedaren och människan

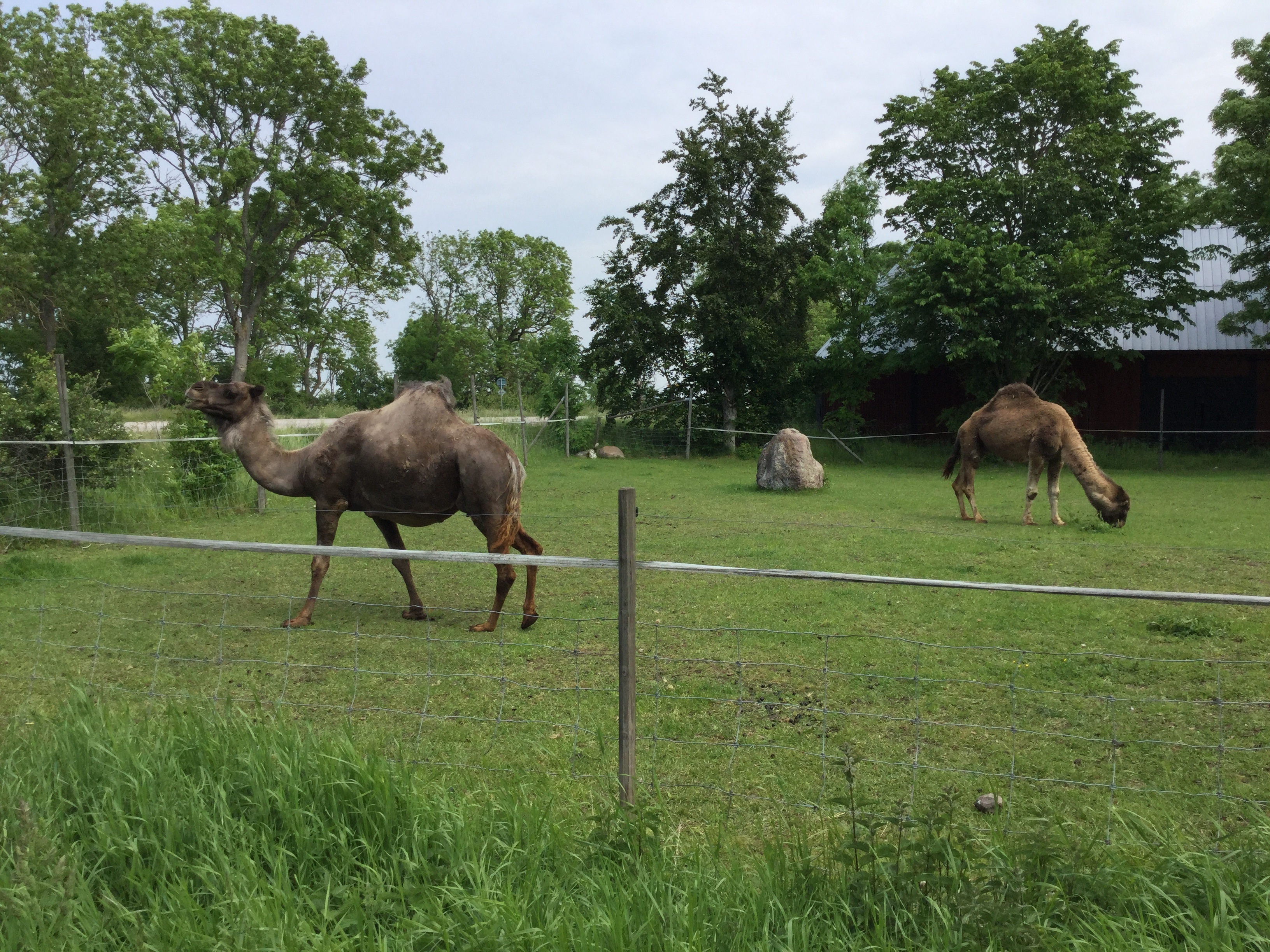
Dromedarer i Köpingsvik, Öland

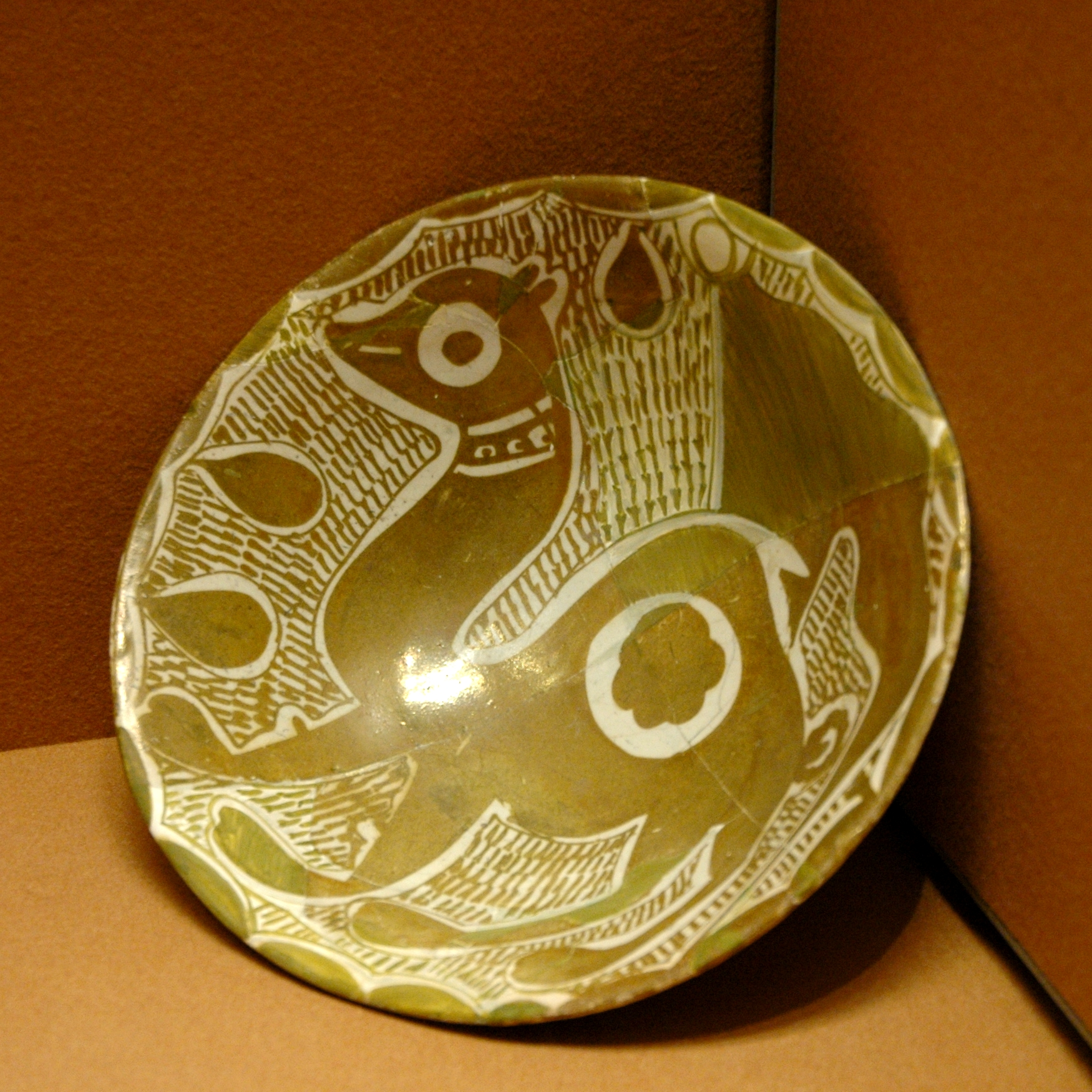
Föremål från Irak som avbildar en dromedar, 900-talet.

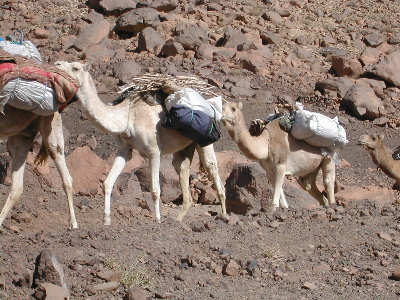
En karavan med dromedarer i Algeriet.

### Vilda dromedarer
Det är inte känt var den vilda dromedaren levde och när den dog ut. På grund av det ringa antalet fynd och möjligheten att korsa dromedar med kamel antar några zoologer att det aldrig funnits vilda dromedarer. Å andra sidan finns tecken som styrker att vilda dromedarer existerat. På Arabiska halvön har 3000 år gamla grottmålningar hittats som troligen visar jakten på vilda individer. Ett ben av en underkäke som upptäcktes i Saudiarabien är enligt dateringen 7000 år gammalt, vilket skulle kunna ligga före artens domesticering. Under pleistocen levde i Nordafrika flera liknande kameldjur som dog ut för cirka 5000 år sedan. De flesta fossilen räknas till den utdöda arten Camelus thomasi.

### Domesticerade dromedarer
Tidpunkten för artens domesticering är inte helt utredd. Det antas att domesticeringen på den arabiska halvön skedde för 3 000 till 4 000 år sedan. Troligen skedde det för att få bättre tillgång till dromedarens mjölk. I Somalia hålls dromedarer än idag huvudsakligen som mjölkproducent. Senare började djurets kött, ull och skinn komma till användning. Även dromedarens torkade spillning brukas som bränsle i regioner med brist på andra naturresurser. Fram till cirka 1500 år f.Kr. nyttjades bara åsnan som riddjur i områden där kameldjuren hör hemma. För kameldjuren saknades i början en bra sadel. Sadeln utvecklades mellan 1300 och 100 f.Kr. av olika nomadiska arabiska folk. Den fördelade vikten som i genomsnitt ligger vid 250 kg jämnt på djurets rygg. Sadeln har efter 2000 år fortfarande närapå sin ursprungliga utformning.
Det finns två varianter av sadlar. Den första sitter på en ställning av trä som placeras på puckeln och den andra, lättare varianten, placeras på puckelns framkant. Hos den sistnämnda hänger ryttarens ben inte ner utan de vilar på dromedarens (eller kamelens) hals.
I Nordafrika blev dromedaren jämförelsevis sent ett bruksdjur. Arten var här mindre förekommande före vår tideräknings början. På grund av den fortskridande ökenspridningen har dromedaren blivit allt vanligare i regionen medan nötkreaturen minskar i betydelse.
Idag skiljs mellan olika raser som brukas för olika ändamål, till exempel last-, bergs- och tävlingsdjur. Särskild betydelse har dromedaren haft för beduinerna i Sahara och i de arabiska öknarna. Med hjälp av det tålmodiga djuret upprättades viktiga handelsvägar genom svåra ökenområden (till exempel Rökelsevägen från Saudiarabien till Medelhavet) som ökade förmögenheten hos alla deltagande handelspartners.
Dromedaren brukas sedan ungefär 2900 år inom militären som riddjur.
Dromedaren är "landskapsdjuret" för provinsen Baluchistan i Pakistan.
Dromedarer används också i Dromedarkapplöpning och för beridna militära enheter.